# Melanolophia bugnathos
Melanolophia bugnathos är en fjärilsart som beskrevs av Frederick H. Rindge 1964. Melanolophia bugnathos ingår i släktet Melanolophia och familjen mätare. Inga underarter finns listade i Catalogue of Life.